# Anna Sigalevitch
Pour les articles homonymes, voir Sigalevitch.
Anna Sigalevitch est une comédienne et pianiste française d'origine russe. Elle est née le 25 octobre 1985 à Lohr am Main en Allemagne.

## Biographie
Anna Sigalevitch, née le 25 octobre 1985, est issue d'une famille de musiciens. Elle étudie le piano depuis son enfance et détient également un diplôme de fin d'études de danse classique et contemporaine. Au cinéma, elle joue notamment dans La Pianiste (2001) de Michael Haneke.
Elle entre à France Culture en tant que critique de musique classique, théâtre et danse dans l’émission de Caroline Broué et Hervé Gardette La Grande Table. De 2011 à 2020, elle est critique dans l'émission  La Dispute d'Arnaud Laporte, sur France Culture. Durant l'année 2016-2017, elle tient une chronique quotidienne  sur France Inter dans l'émission de musique classique et de jazz La Récréation de Vincent Josse.
En juillet et août 2017, elle anime l'émission Le Mag de l'été le week-end à 18 h sur France Inter. À partir de la rentrée 2017, elle assure la chronique Classic & Co dans la matinale du week-end d'Éric Delvaux, toujours sur France Inter.
Du 29 juillet au 22 août 2019, elle succède à Leïla Kaddour-Boudadi à la présentation du Mag de l'été du lundi au vendredi, de 18 h à 19 h. En juillet 2020, elle assure de nouveau, du lundi au jeudi cette fois, la présentation de l'émission.

## Théâtre
- 2012-2014 : Trouble dans la représentation d'Aline César (d), mise en scène de l'auteur, Le Grand Parquet et le Lucernaire[4]
- 2012-2014 : La Maison de Bernarda Alba de Federico García Lorca, mise en scène Hervé Petit, Théâtre de l'Opprimé et Théâtre de Ménilmontant

## Filmographie

### Cinéma

#### Longs métrages
- 2001 : La Pianiste de Michael Haneke : Anna Schober
- 2007 : Le Voyage du ballon rouge de Hou Hsiao-hsien : Anna
- 2008 : La Maison Nucingen de Raoul Ruiz
- 2010 : Belle Épine de Rebecca Zlotowski : Frédérique Friedmann
- 2010 : Copacabana de Marc Fitoussi : La serveuse collègue d'Esmeralda
- 2013 : Opium d'Arielle Dombasle : Princesse de Polignac
- 2015 : L'Antiquaire de François Margolin : Esther Stegman
- 2018 : Que le diable nous emporte de Jean-Claude Brisseau : Clara
- 2020 : Énorme de Sophie Letourneur : La journaliste musicale

#### Courts métrages
- 2011 : Assis debout couché de Edgard F. Grima : Léna
- 2012 : Aujourd'hui de Nicolas Saada : La jeune fille
- 2014 : Des jeunes femmes disparaissent de Jean-Claude Brisseau

### Télévision
- 2010 : Mes chères études d'Emmanuelle Bercot : Fanny

## Doublage

### Cinéma

#### Films
- Alicia Vikander dans : (7 films)
  - Anna Karénine (2012) : Kitty
  - Le Septième Fils (2014) : Alice Deane
  - Ex Machina (2015) : Ava
  - Danish Girl (2016) : Gerda Wegener
  - Une vie entre deux océans (2016) : Isabel Sherbourne
  - Jason Bourne (2016) : Heather Lee
  - Tomb Raider (2018) : Lara Croft

- Kelli Garner dans : 
  - Aviator (2004) : Faith Domergue
  - Une fiancée pas comme les autres (2007) : Margo

- 2001 : The Barber : Rachael « Birdy » Abundas (Scarlett Johansson)
- 2005 : Le Tigre et la Neige : Nancy Browning (Emilia Fox)
- 2008 : Miracle à Santa Anna : Renata (Valentina Cervi)
- 2010 : La prima cosa bella : Valeria Michelucci (Claudia Pandolfi)
- 2010 : 127 Heures : Kristi (Kate Mara)
- 2011 : Une séparation : Razieh (Sareh Bayat)
- 2011 : Or noir : Princesse Leyla (Freida Pinto)
- 2011 : Captive : Olive Reyes (Angel Aquino)
- 2012 : Lady Vegas : Les Mémoires d'une joueuse : Beth Raymer (Rebecca Hall)
- 2013 : Les Stagiaires : Neyha Patel (Tiya Sircar)
- 2014 : If You Love Me... : Monica (Erin James)
- 2015 : Suite française : Lucile Angellier (Michelle Williams)
- 2015 : Notre petite sœur : Yoshino (Masami Nagasawa)
- 2016 : Fais de beaux rêves : la mère de Massimo (Barbara Ronchi)
- 2017 : The Square : Anne (Elisabeth Moss)
- 2018 : Galveston : Tiffany (Lili Reinhart)
- 2022 : Caravage : Anna Bianchini (Lolita Chammah)
- 2025 : The Brutalist : Zsófia adulte (Ariane Labed)

### Jeu vidéo
- 2018 : Shadow of the Tomb Raider : Lara Croft

## Discographie
- 2001 : Kékéland de Brigitte Fontaine (piano[5])